# Dalea searlsiae
Dalea searlsiae är en ärtväxtart som först beskrevs av Asa Gray, och fick sitt nu gällande namn av Rupert Charles Barneby. Dalea searlsiae ingår i släktet Dalea, och familjen ärtväxter. Inga underarter finns listade i Catalogue of Life.

## Bildgalleri

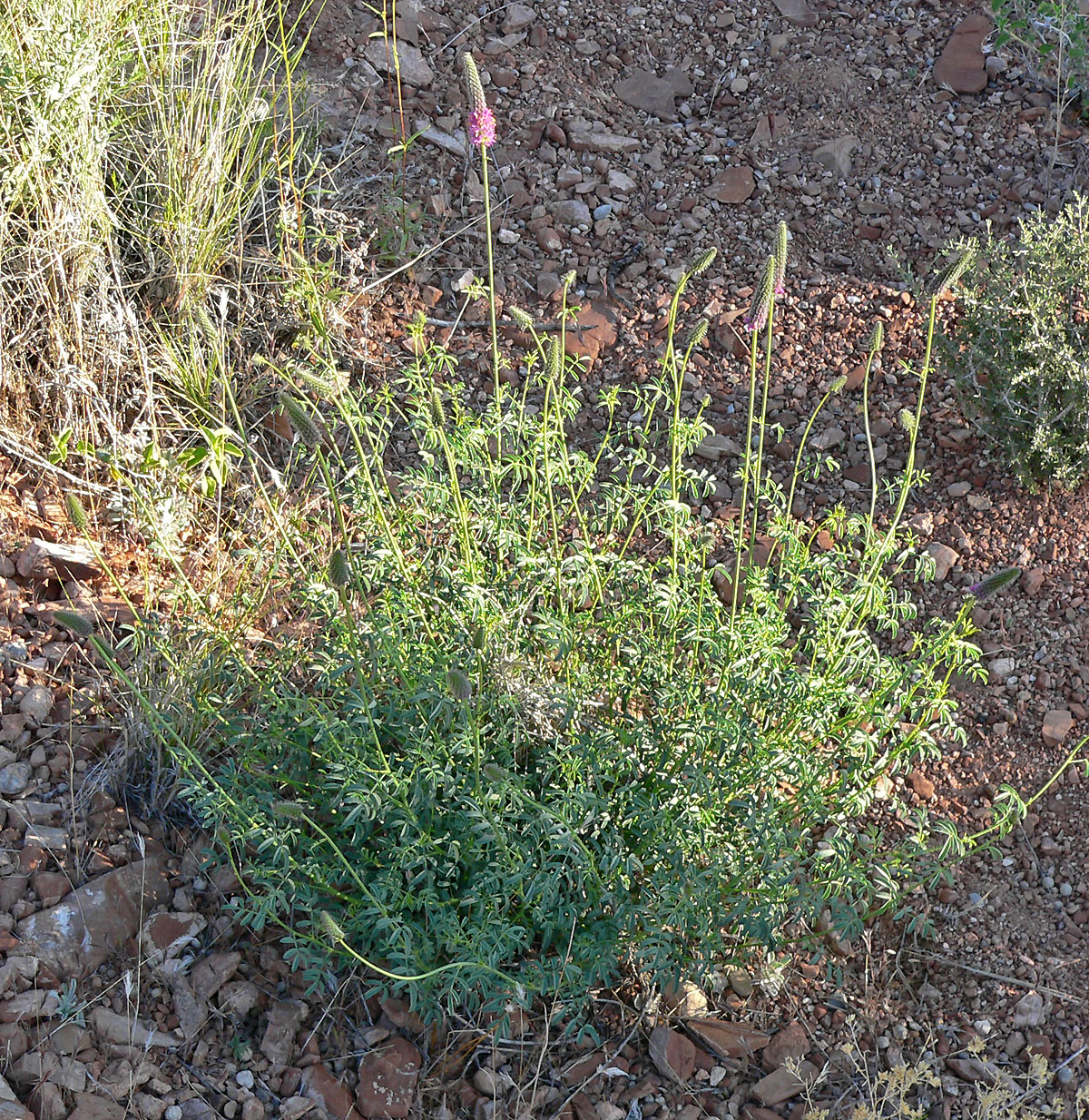
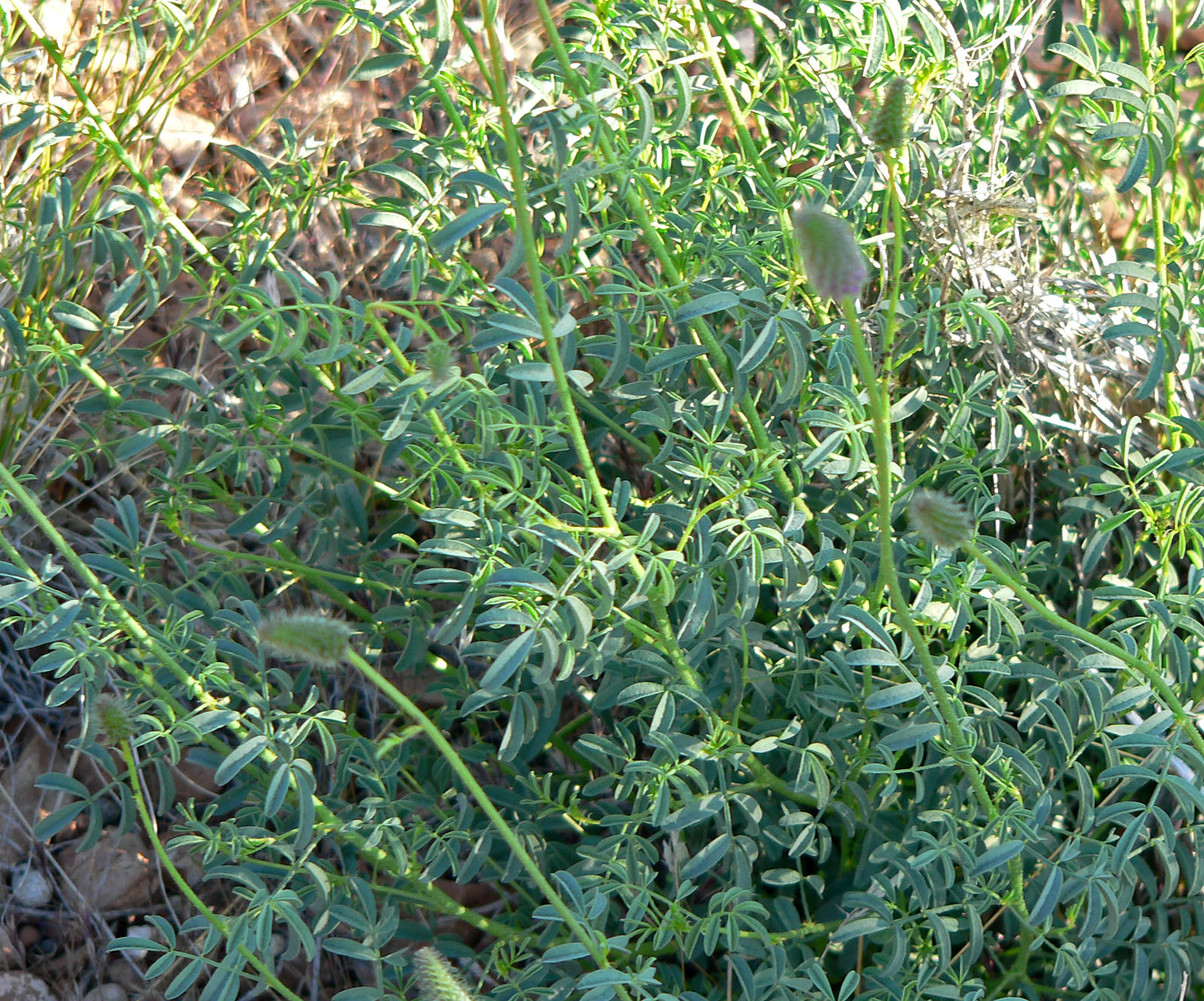
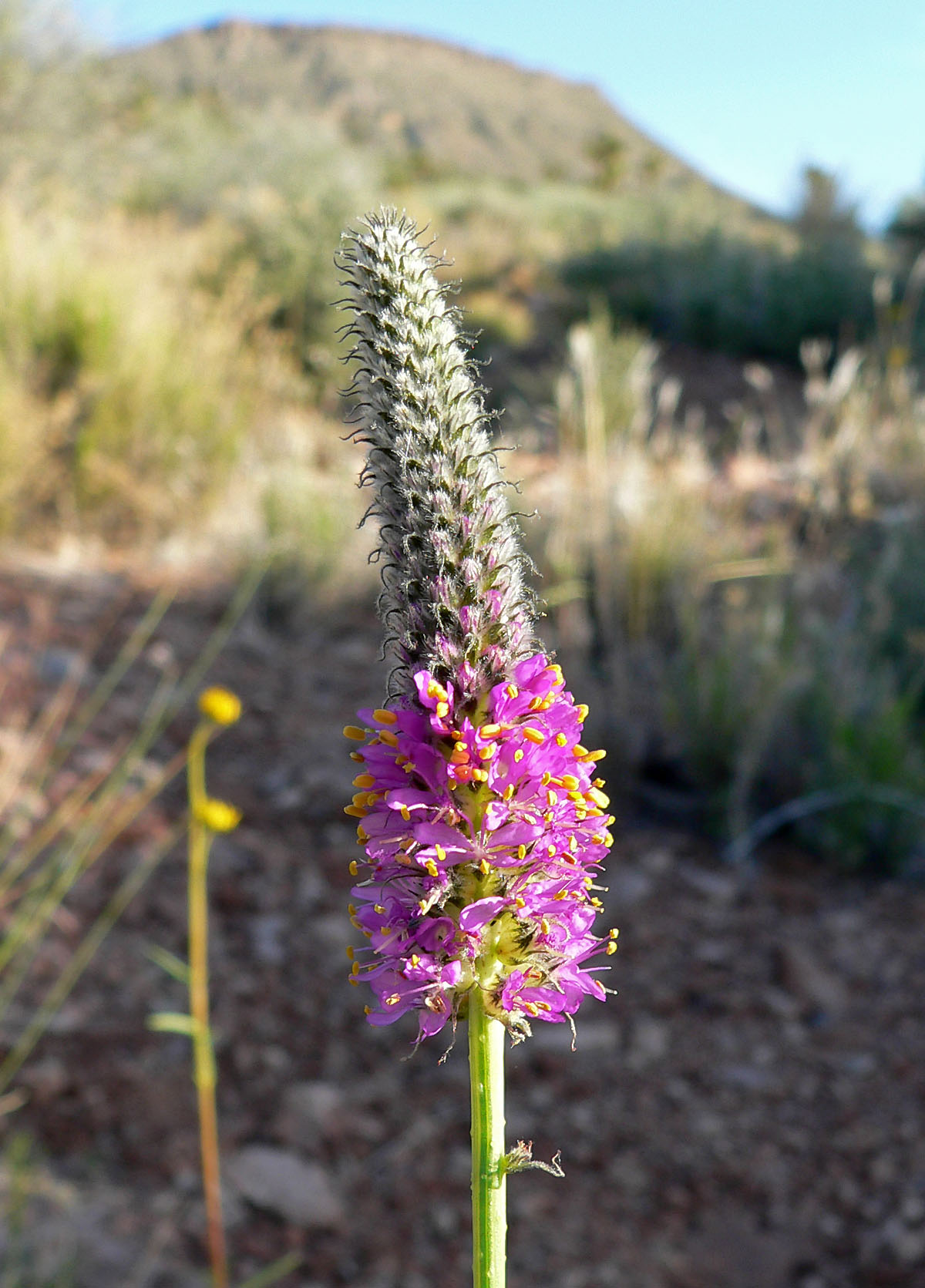
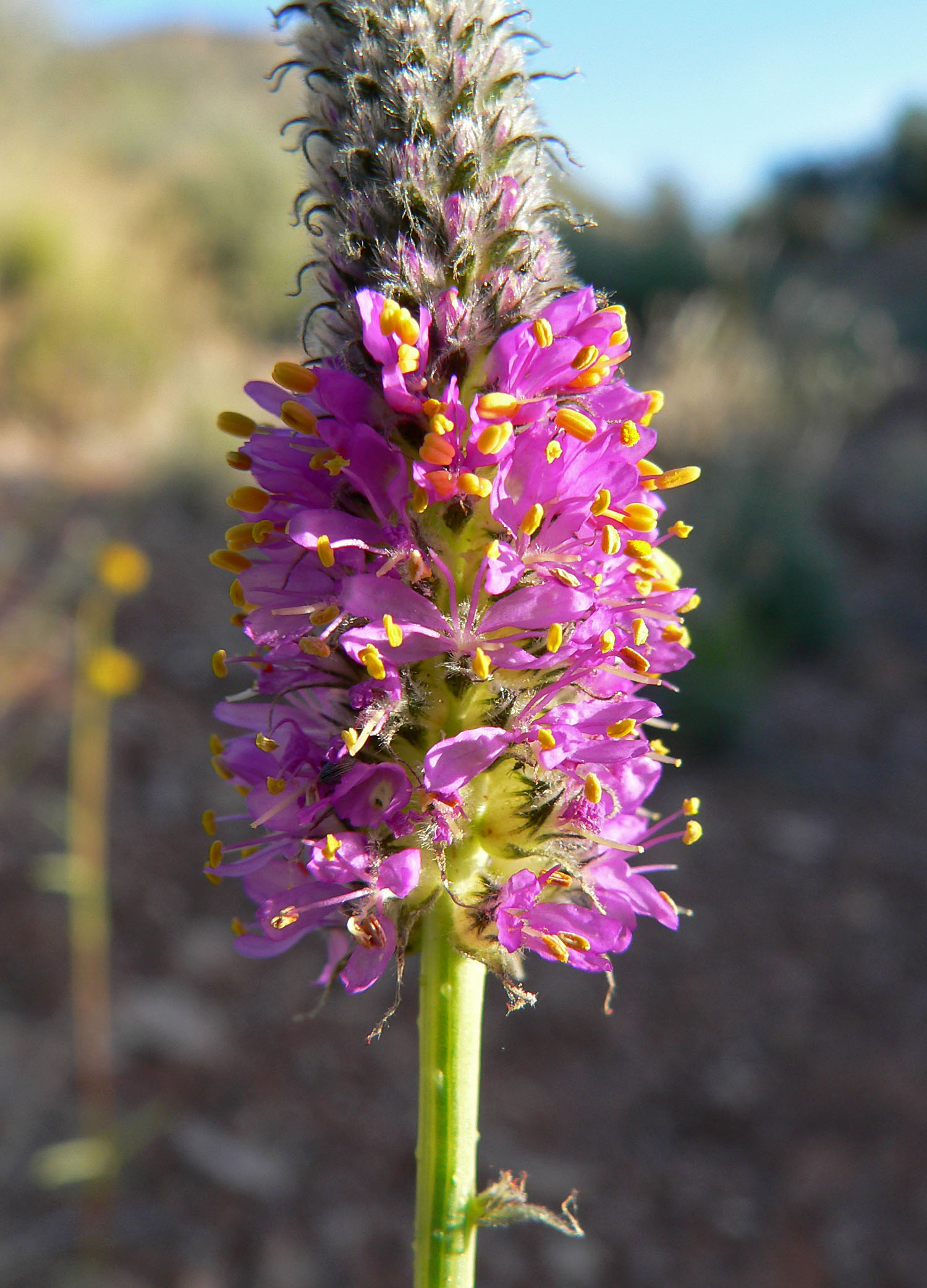
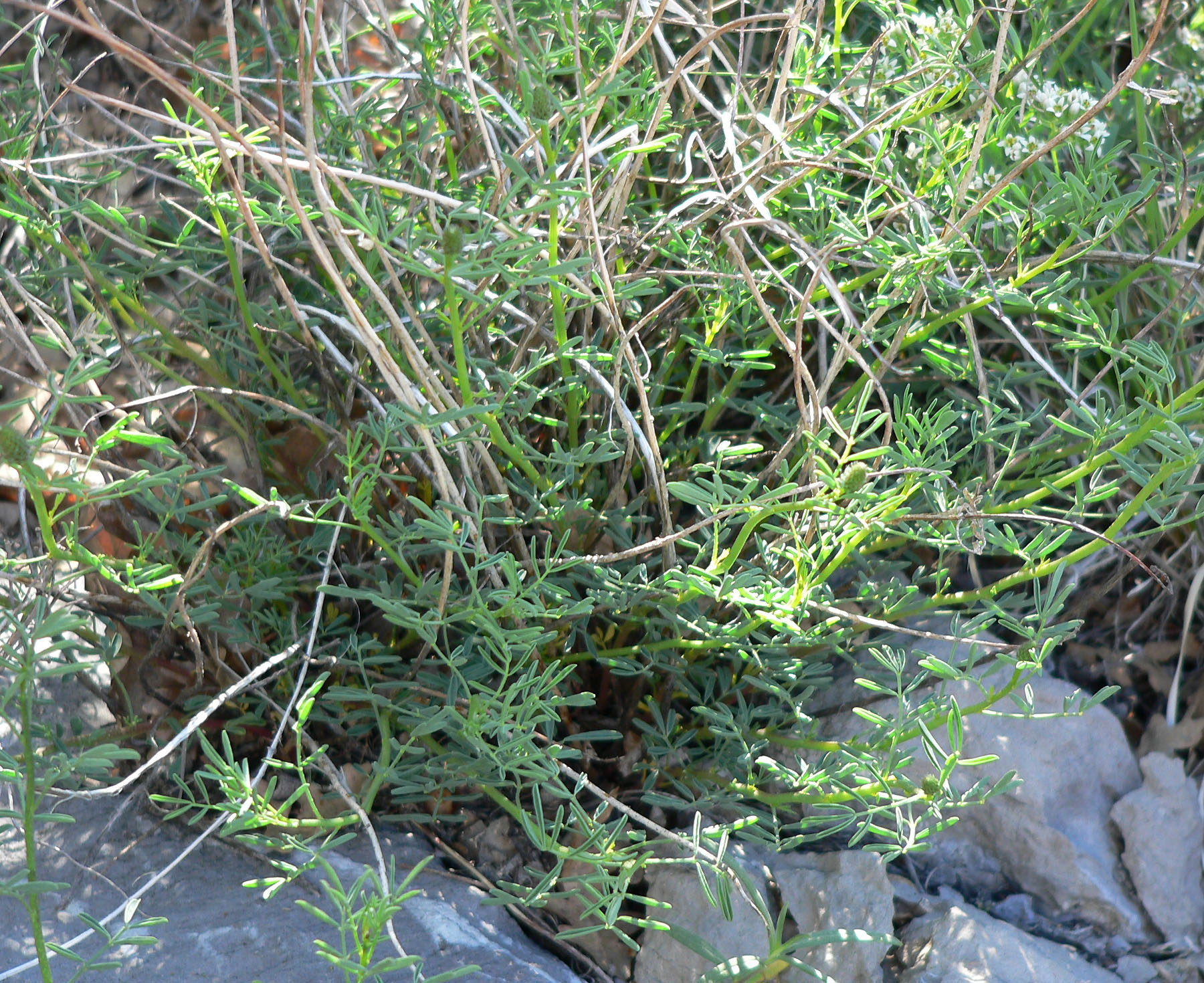
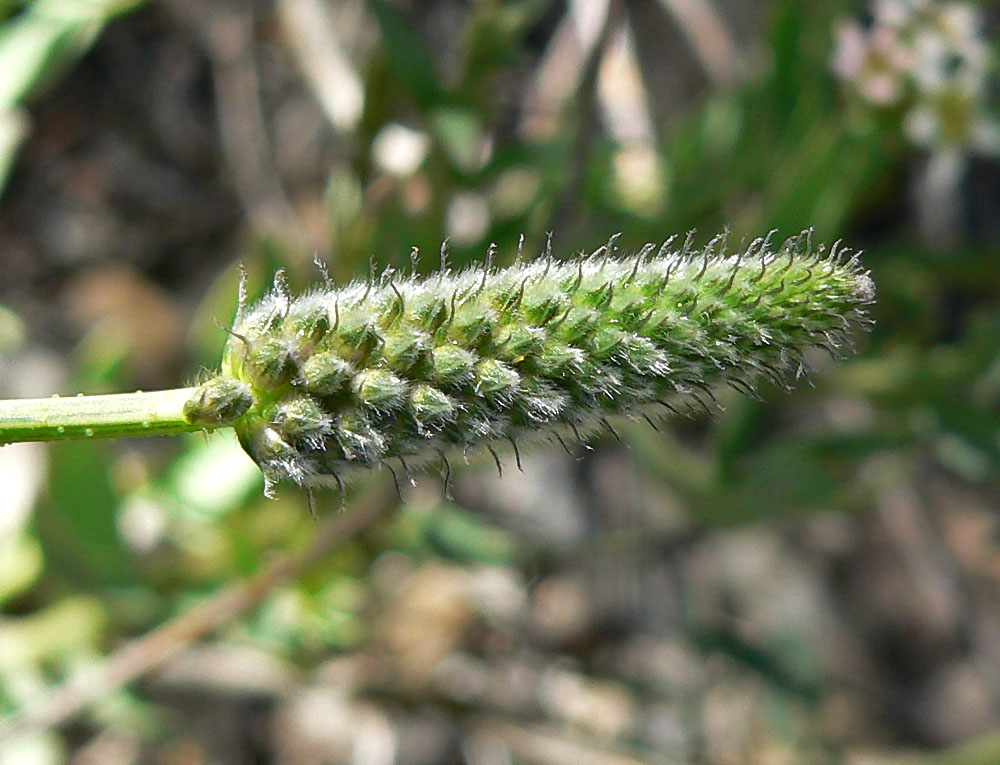